# Andreea Aanei
Andreea Aanei (Botoșani, 18 de noviembre de 1993) es una deportista rumana que compite en halterofilia.
Ganó tres medallas de bronce en el Campeonato Europeo de Halterofilia entre los años 2014 y 2018. Participó en los Juegos Olímpicos de Río de Janeiro 2016, ocupando el octavo lugar en la categoría de +75 kg.

## Palmarés internacional
| Campeonato Europeo | Campeonato Europeo | Campeonato Europeo | Campeonato Europeo |
| Año                | Lugar              | Medalla            | Categoría          |
| ------------------ | ------------------ | ------------------ | ------------------ |
| 2014               | Tel Aviv (Israel)  | Medalla de bronce  | +75 kg             |
| 2015               | Tiflis (Georgia)   | Medalla de bronce  | +75 kg             |
| 2018               | Bucarest (Rumania) | Medalla de bronce  | +90 kg             |